# Anna Fernstädtová
Anna Fernstädtová (* 23. listopadu 1996 Praha) je česko-německá skeletonistka.

## Sportovní kariéra
Narodila se v Praze české matce a německému otci, od svého jednoho roku žila v Německu. V dětství se věnovala gymnastice, po přestěhování do Berchtesgadenu se ve svých 14 letech rozhodla jezdit na skeletonu. Velkých mezinárodních závodů se začala za Německo účastnit v roce 2013, kdy se poprvé představila v Evropském poháru. Roku 2015 debutovala na juniorském světovém šampionátu pátým místem, o rok později získala bronzovou medaili a v roce 2018 Mistrovství světa juniorů vyhrála. Od roku 2016 startovala ve Světovém poháru, jejím maximem byla dvě třetí místa (2017 v Königssee a 2018 v Altenbergu). V roce 2017 poprvé závodila na seniorském světovém šampionátu a vybojovala zde s německým smíšeným týmem bronz, v závodu skeletonistek byla čtvrtá. Na Zimních olympijských hrách 2018 dokončila závod na šestém místě.
Po ZOH v Pchjongčchangu prodělala psychickou krizi a přemýšlela, že se sportem skončí. Za Německo už neměla zájem závodit a dostávala nabídky z jiných týmů. I vzhledem k tomu, že se její matka chtěla vrátit do Česka, ji samotnou napadlo oslovit český svaz. Od podzimu 2018 je tak součástí české reprezentace. V českých barvách nemohla v sezóně 2018/2019 kvůli svému přestupu závodit ve Světovém poháru, startovala tak v nižším Interkontinentálním poháru, který vyhrála. V únoru 2019 obhájila vítězství na juniorském světovém šampionátu, na což v březnu navázala čtvrtým místem na Mistrovství světa 2019. Od podzimu 2019 začala coby česká reprezentantka závodit ve Světovém poháru. Na juniorském světovém šampionátu 2020 podruhé obhájila titul mistryně světa. V prvním ročníku Světového poháru, v němž startovala v české reprezentaci, tedy v sezóně 2019/2020, se celkově umístila na devátém místě, v ročníku 2020/2021 byla celkově pátá a na Mistrovství světa 2021 skončila desátá.
V lednu 2022 jí byla diagnostikována cukrovka, i přes tuto okolnost však následně zamířila na Zimní olympijské hry 2022, kde se umístila na sedmém místě. V dalších dvou sezónách se potýkala s důsledky své nemoci a musela zásadně změnit svůj tréninkový i životní režim; na podzim 2024 si inzulin píchala šestkrát denně. Na stupně vítězek v závodech Světového poháru se přesto po čtyřech letech vrátila v lednu 2025, kdy skončila ve Winterbergu druhá. Na Mistrovství světa 2025 v Lake Placid získala bronzovou medaili.